# Kallimachos (Athen)

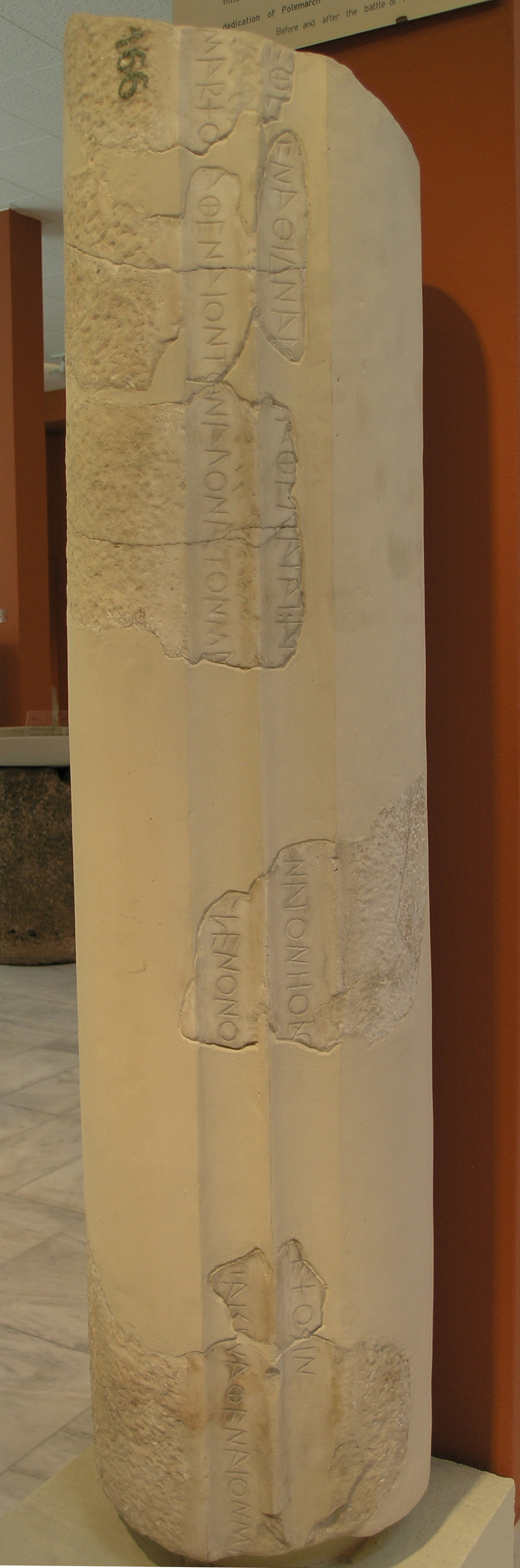
Dedikationsinschrift der von Kallimachos gelobten Nikendarstellung.

Kallimachos († 490 v. Chr. bei Marathon) war ein Politiker und Feldherr im antiken Athen zu Beginn des 5. Jahrhunderts v. Chr.
Der aus dem Demos Aphidnai stammende Kallimachos war für das Jahr 490/489 zum Archon polemarchos bestimmt worden. In dieser Funktion gehörte er als elftes Mitglied zum Kollegium der zehn Strategen, die den Oberbefehl über die athenischen Streitkräfte ausübten. Als eine persische Strafexpedition gegen Athen vorging und in Attika gelandet war, soll er auf Zureden des führenden Strategen Miltiades die entscheidende Stimme beim Entschluss zum Kampf abgegeben haben. Unter Miltiades’ Befehl siegten die Athener in der Schlacht bei Marathon. Kallimachos kommandierte in dieser Schlacht, wie es für den Archon polemarchos traditionell war, den rechten Flügel mit seiner Phyle Aiantis und fiel beim Versuch, die persischen Schiffe anzugreifen.
Das Andenken an Kallimachos wurde in einem Gemälde in der Stoa Poikile in Athen und durch ein Epigramm einer wohl von Kallimachos gelobten Weihgabe, der Nike des Kallimachos, lebendig gehalten.